# Arquidiócesis de Ho Chi Minh
La arquidiócesis de Ho Chi Minh (en latín: Archidioecesis Hochiminhopolitana y en vietnamita: Tổng giáo phận Thành phố Hồ Chí Minh) es una circunscripción eclesiástica latina de la Iglesia católica en Vietnam, sede metropolitana de la provincia eclesiástica de Ho Chi Minh. La arquidiócesis tiene al arzobispo Joseph Nguyên Năng como su ordinario desde el 19 de octubre de 2019. 

## Territorio y organización
La arquidiócesis tiene 2093 km² y extiende su jurisdicción sobre los fieles católicos de rito latino residentes en el municipio de Ciudad Ho Chi Minh, con excepción del distrito Củ Chi.
La sede de la arquidiócesis se encuentra en la Ciudad Ho Chi Minh, en donde se halla la Catedral basílica de Notre-Dame. La catedral es considerada una de las principales atracciones de la ciudad y una de las más bellas construcciones de Vietnam. Fue construida entre 1877 y 1880 por el arquitecto francés J. Bourad, y tiene una fachada neorrománica con torres gemelas y una estatua de la Virgen María en el frente central.
En 2020 en la arquidiócesis existían 203 parroquias.
La arquidiócesis tiene como sufragáneas a las diócesis de: Bà Rịa, Cần Thơ, Đà Lạt, Long Xuyên, Mỹ Tho, Phan Thiết, Phú Cuong, Vĩnh Long y Xuân Lôc.
Los ministros de la arquidiócesis a menudo forman parte en intercambios internacionales y contactos, aunque con permisos especiales de las autoridades vietnamitas.

## Historia
El vicariato apostólico de Cochinchina Occidental fue erigido el 2 de marzo de 1844, obteniendo el territorio del vicariato apostólico de Cochinchina (hoy diócesis de Quy Nhơn).
El 30 de agosto de 1850 cedió una parte del territorio para la erección del vicariato apostólico de Camboya (hoy vicariato apostólico de Nom Pen) mediante el breve Quoties benedicente del papa Pío IX.
El 3 de diciembre de 1924 asumió el nombre de vicariato apostólico de Saigón en virtud del decreto Ordinarii Indosinensis de la Congregación de Propaganda Fide.
El 8 de enero de 1938 cedió una parte de su territorio para la erección del vicariato apostólico de Vĩnh Long (hoy diócesis de Vĩnh Long) mediante la bula In remotas del papa Pío XI.
El 24 de noviembre de 1960 el vicariato apostólico cedió otra porción de su territorio para la erección de la diócesis de Mỹ Tho mediante la bula Quod venerabiles del papa Juan XXIII, y al mismo tiempo fue elevado al rango de arquidiócesis metropolitana con la bula Venerabilium Nostrorum.
El 14 de octubre de 1965 cedió más porciones de territorio para la erección por el papa Pablo VI de las diócesis de Phú Cuong (mediante la bula In animo Nostro) y Xuân Lôc (mediante la bula Dioecesium partitiones).
El 23 de noviembre de 1976 la arquidiócesis tomó su nombre actual, luego de que Saigón fuera renombrada Ciudad Ho Chi Minh en 1975.
Los católicos jóvenes de las arquidiócesis de Ho Chi Minh y Hanói formaron el 2006 una organización de ayuda a los niños de las áreas rurales y subdesarrolladas de Vietnam. En diciembre del 2007, la arquidiócesis organizó el Día de la Juventud, al cual acudieron más de 7000 jóvenes, quienes participaron en voluntariados y actividades caritativas.
Desde 2008 la arquidiócesis de Ho Chi Minh es una diócesis "hermana" de la arquidiócesis de Los Ángeles de Estados Unidos.

## Estadísticas
De acuerdo al Anuario Pontificio 2021 la arquidiócesis tenía a fines de 2020 un total de 703 166 fieles bautizados.
| Año                                                                             | Población            | Población | Población      | Sacerdotes | Sacerdotes    | Sacerdotes    | Bautizados por sacerdote | Diáconos permanentes | Religiosos | Religiosos | Parroquias |
| Año                                                                             | Bautizados católicos | Total     | % de católicos | Total      | Clero secular | Clero regular | Bautizados por sacerdote | Diáconos permanentes | Varones    | Mujeres    | Parroquias |
| ------------------------------------------------------------------------------- | -------------------- | --------- | -------------- | ---------- | ------------- | ------------- | ------------------------ | -------------------- | ---------- | ---------- | ---------- |
| 1949                                                                            | 115 000              | 2 500 000 | 4.6            | 138        | 135           | 3             | 833                      |                      | 96         | 838        | 16         |
| 1970                                                                            | 507 753              | 2 887 943 | 17.6           | 499        | 344           | 155           | 1017                     |                      | 626        | 1991       | 128        |
| 1979                                                                            | 389 604              | 3 500 000 | 11.1           | 414        | 370           | 44            | 941                      |                      | 364        | 1477       | 201        |
| 1999                                                                            | 524 281              | 4 989 703 | 10.5           | 442        | 273           | 169           | 1186                     |                      | 974        | 2674       | 186        |
| 2000                                                                            | 541 302              | 5 063 871 | 10.7           | 453        | 282           | 171           | 1194                     |                      | 1023       | 2485       | 188        |
| 2001                                                                            | 558 577              | 5 169 449 | 10.8           | 458        | 284           | 174           | 1219                     |                      | 1157       | 3046       | 191        |
| 2002                                                                            | 573 343              | 5 222 100 | 11.0           | 484        | 290           | 194           | 1184                     |                      | 1214       | 2762       | 193        |
| 2003                                                                            | 583 209              | 5 087 365 | 11.5           | 486        | 285           | 201           | 1200                     |                      | 1488       | 3294       | 194        |
| 2004                                                                            | 602 478              | 5 454 298 | 11.0           | 519        | 289           | 230           | 1160                     |                      | 1607       | 3382       | 195        |
| 2010                                                                            | 671 229              | 6 780 217 | 9.9            | 632        | 305           | 327           | 1062                     |                      | 2129       | 3306       | 199        |
| 2014                                                                            | 683 988              | 7 395 078 | 9.2            | 724        | 336           | 388           | 944                      |                      | 2155       | 3768       | 200        |
| 2017                                                                            | 697 244              | 7 844 791 | 8.9            | 961        | 345           | 616           | 725                      |                      | 3109       | 6003       | 202        |
| 2020                                                                            | 703 166              | 8 531 082 | 8.2            | 886        | 360           | 526           | 793                      |                      | 3474       | 7572       | 203        |
| Fuente: Catholic-Hierarchy, que a su vez toma los datos del Anuario Pontificio. |                      |           |                |            |               |               |                          |                      |            |            |            |

## Episcopologio
- Dominique Lefèbvre, M.E.P. † (11 de marzo de 1844-1864 renunció)
- Jean-Claude Miche, M.E.P. † (1864 por sucesión-1 de diciembre de 1873 falleció)
- Isidore-François-Joseph Colombert, M.E.P. † (1 de diciembre de 1873 por sucesión-31 de diciembre de 1894 falleció)
- Jean-Marie Dépierre, M.E.P. † (12 de abril de 1895-17 de octubre de 1898 falleció)
- Lucien-Emile Mossard, M.E.P. † (11 de febrero de 1899-11 de febrero de 1920 falleció)
- Victor-Charles Quinton, M.E.P. † (11 de febrero de 1920 por sucesión-4 de octubre de 1924 falleció)
- Isidore-Marie-Joseph Dumortier, M.E.P. † (7 de diciembre de 1925-16 de febrero de 1940 falleció)
- Jean Cassaigne, M.E.P. † (20 de febrero de 1941-20 de septiembre de 1955 renunció)
- Simon Hoa Nguyên-van Hien † (20 de septiembre de 1955-24 de noviembre de 1960 nombrado obispo de Đà Lạt)
- Paul Nguyên Van Binh † (24 de noviembre de 1960-1 de julio de 1995 falleció)
  - Paul Nguyên Van Hòa † (8 de agosto de 1993-1 de marzo de 1998) (administrador apostólico sede plena y luego sede vacante)[9]
- Jean-Baptiste Pham Minh Mân (1 de marzo de 1998-22 de marzo de 2014 retirado)
- Paul Bùi Văn Đoc † (22 de marzo de 2014 por sucesión-6 de marzo de 2018 falleció)
- Joseph Nguyên Năng, desde el 19 de octubre de 2019